# نگاتپانگ
نگاتپانگ (به لاتین: Ngatpang) یک منطقهٔ مسکونی در پالائو است که در پالائو واقع شده‌است. نگاتپانگ ۴۷ کیلومتر مربع مساحت و ۲۸۲ نفر جمعیت دارد.